# Kokhir Rasulzoda
Kokhir Rasulzoda (en tayiko: Қоҳир Расулзода, Kohir Rasulzoda; en ruso: Кохир Расулзада), nacido como Abdukokhir Abdurasulovich Nazirov (en ruso: Абдукохир Абдурасулович Назиров; nacido el 8 de marzo de 1959), es el primer ministro de Tayikistán desde el 23 de noviembre de 2013. Es miembro del Partido Democrático Popular de Tayikistán.

## Carrera política
Nació como Abdukokhir Abdurasulovich Nazirov el 8 de marzo de 1959 en la ciudad de Kistakuz, en el distrito de Ghafurov, provincia de Sughd, RSS de Tayikistán. En 1982, se graduó de la Universidad Agrícola de Tayikistán, especializándose en ingeniería hidráulica. Entonces Nazirov trabajó como ingeniero del departamento de producción, ingeniero jefe, jefe de PMK-4, y como el jefe de la empresa Tajiksovskhozstroy.
Desde enero de 2000 hasta diciembre de 2006, se desempeñó como ministro de mejora de recursos hídricos.
En 2008 se graduó de la Academia Presidencial Rusa de Economía Nacional y Administración Pública con un título en ciencias técnicas. El 2 de diciembre de 2006, fue nombrado presidente de la provincia de Sughd, convirtiéndose en el líder permanente de la provincia el 27 de febrero de 2007. En mayo de 2007, cambió su nombre a Kokhir Rasulzoda tras la decisión del presidente Emomali Rahmon de cambiar su último nombre de Rahmonov a Rahmon.
En diciembre de 2007 y en abril de 2010, Rasulzoda fue elegido como primer vicepresidente de la Asamblea Nacional de la Asamblea Suprema de Tayikistán. El 23 de noviembre de 2013, Kohir Rasulzad fue nombrado primer ministro de Tayikistán, en sustitución de Okil Okilov.